# 所有者权益变动表
所有者权益变动表（英語：Statement of Changes in Equity），為會計重要財務報表之一（其餘為資產負債表、現金流量表、損益表)。該報表解釋了報告期內公司股本、累積儲備和留存收益的變化；並據此分解股東在企業中利益的變化，以及從一個會計期間到下一會計期間留存利潤或盈餘之應用數據。

## 原則
所有者权益变动表之編列應符合公認會計原則，並解釋資產負債表上顯示的所有者權益，其中：所有者（股東）權益 = 資產 - 負債。
- 根據國際財務報導準則（英語：International Financial Reporting Standards，IFRS)，股東權益變動表內應包含：當期的綜合損益總額、回朔性地應用到以前的任何會計變更的影響、與股東的資本交易和分配、各權益組成部分在期初和期末的賬面金額之調節。
- 根據美國會計準則（英語：US Generally Accepted Accounting Principles，US GAAP)，美國證券交易委員會（英語：United States Securities and Exchange Commission, SEC）規定的要求是：公司必須對資產負債表中顯示的股東權益的每個組成部分的變化進行分析。